# Marco Lazaga
Marco Antonio Lazaga Dávalos (Nanawa, Paraguay; 26 de febrero de 1984) es un futbolista paraguayo. Juega como delantero y su equipo actual es el Hijos de Mayo de Villeta.

## Apariciones en televisión
En septiembre de 2017, ingresó al reality show Mundos opuestos de Red Paraguaya de Comunicación en el Canal 13, en donde permaneció cerca de 40 días, cuando debió renunciar al programa ya que no pudo terminar el circuito por lesión.
Programas
| Año  | Programa               | Rol                          | Canal      |
| ---- | ---------------------- | ---------------------------- | ---------- |
| 2017 | Mundos opuestos        | Cuartofinalista (abandona)   | Canal 13   |
| 2024 | Baila Conmigo Paraguay | Participante (3er eliminado) | Telefuturo |

## Trayectoria
Empezó como jugador profesional en Cerro Porteño, Paraguay. Posteriormente jugó en Belgrano, luego jugó en el Sportivo luqueño y poco después en el Mariscal de la Federación Alberdeña. Luego emigra hacia el centro del país en donde se incorpora al Sportivo San Lorenzo, tras lo cual el mismo técnico de este equipo y exentrenador de Cerro Porteño, Carlos Báez, lo lleva al 2 de Mayo de Pedro Juan Caballero en donde vivió su primera experiencia en la máxima categoría marcando además una buena cantidad de goles. Su destacada labor hizo que en 2007 tuviese un breve paso por Argentina cuando recaló en el Belgrano de Córdoba.

### Sportivo Luqueño
En 2008 regresó a Paraguay para jugar por el Sportivo Luqueño el torneo Apertura.

### Olimpia
En el segundo semestre llegó al Olimpia, a petición del entrenador Gustavo Costas, al que no decepcionó en su primer torneo al lograr ser el goleador del equipo. Durante la Copa Sudamericana 2008 alcanzó a tener una fulgurante actuación cuando fue autor de tres tantos ante el Blooming de Bolivia. Permaneció en este equipo sin mayor éxito hasta mediados de 2009, para ir a jugar por lo que quedaba del año en un club de la Segunda División, el General Caballero de Zeballos Cué.

### Cobreloa
En enero de 2010 fue transferido al Cobreloa de Chile. Cuando apenas hacía su primera aparición durante la jornada inaugural del torneo Apertura chileno, Lazaga anotó su primer gol para el conjunto naranja, tanto con el cual su equipo alcanzó la victoria. En el club loíno tuvo un excelente paso, a pesar de jugar sólo un año ahí, porque fue el máximo goleador de Cobreloa en el Campeonato Chileno con 11 anotaciones.

### Belgrano
En enero de 2011, regresó a Belgrano de Córdoba y a diferencia de su anterior paso, tuvo cierta continuidad, logró ascender a la Primera División del fútbol argentino, a través de la Liguilla de Promoción, al vencer en una definición histórica a River Plate. Días después del Ascenso con Belgrano, se desvincula temporariamente del club, para poder buscar un lugar donde jugar con mayor continuidad.

### Everton de Viña
En julio de 2011 ficha por Everton, en ese entonces club de la Primera B de Chile, equipo que adiestra el polémico Marco Antonio Figueroa.

### Patriotas
En 2012 juega para Patriotas de Colombia, participando en una campaña donde logran salvarse del descenso, siendo el goleador del equipo anotando 6 goles en el Torneo Finalización 2012.

### Leon y Blooming
En 2013 ficha por León de Huánuco de Perú jugando 6 partidos sin anotar goles y el Blooming de Bolivia. Al año siguiente retorna a su país para encarar su segundo ciclo en el Club Olimpia.

### Patriotas
En 2014 para el segundo semestre regresa otra vez a Patriotas Fútbol Club de Colombia. 

### Cúcuta Deportivo
Para el 2015 del primer semestre, el Cúcuta Deportivo logra el fichaje del jugador paraguayo, el cual logró el ascenso del equipo con una jugada en la cual empuja el balón con la mano, dejando a los quindianos otro año en la B.

## Estadísticas
| General Caballero Paraguay | 1ª            | 2006          | 20  | 6  | —  | —   | —  | — | 20  | 6  | 0,20 |
| General Caballero Paraguay | Total club    | Total club    | 20  | 6  | 0  | 0   | 0  | 0 | 20  | 6  | 0,20 |
| Belgrano de Córdoba Argentina | 1ª            | 2007          | 3   | 0  | —  | —   | —  | — | 3   | 0  | 0,20 |
| Sportivo Luqueño Paraguay | 1ª            | 2008          | 13  | 5  | —  | —   | 6  | 1 | 19  | 6  | 0,20 |
| Sportivo Luqueño Paraguay | Total club    | Total club    | 13  | 5  | 0  | 0   | 6  | 1 | 19  | 6  | 0,20 |
| Olimpia Paraguay | 1ª            | 2008          | 20  | 9  | —  | —   | 4  | 4 | 24  | 13 | 0,64 |
| Olimpia Paraguay | 1ª            | 2009          | 4   | 1  | —  | —   | 6  | 0 | 10  | 1  | 0,26 |
| Olimpia Paraguay | Total club    | Total club    | 24  | 10 | 0  | 0   | 10 | 4 | 34  | 13 | 0,36 |
| Cobreloa · Chile | 1ª            | 2010          | 31  | 12 | 1  | 0   | —  | — | 32  | 12 | 0,20 |
| Cobreloa · Chile | Total club    | Total club    | 31  | 12 | 1  | 0   | 0  | 0 | 32  | 12 | 0,20 |
| Belgrano de Córdoba Argentina | 2ª            | 2011          | 15  | 2  | —  | —   | —  | — | 15  | 2  | 0,38 |
| Belgrano de Córdoba Argentina | Total club    | Total club    | 18  | 2  | 0  | 0   | 0  | 0 | 18  | 2  | 0,38 |
| Everton · Chile | 1ª            | 2011          | 17  | 5  | 2  | 0   | —  | — | 19  | 5  | 0,22 |
| Everton · Chile | Total club    | Total club    | 17  | 5  | 2  | 0   | 0  | 0 | 19  | 5  | 0,22 |
| Patriotas Boyacá · Colombia | 1ª            | 2012          | 29  | 11 | 3  | 3 — | —  | — | 32  | 14 | 0,34 |
| León de Huánuco · Perú | 1ª            | 2013          | 6   | 0  | —  | —   | —  | — | 6   | 0  | 0,38 |
| León de Huánuco · Perú | Total club    | Total club    | 6   | 0  | 0  | 0   | 0  | 0 | 6   | 0  | 0,41 |
| Blooming · Bolivia | 1ª            | 2013-14       | 15  | 4  | —  | —   | —  | — | 15  | 4  | 0,38 |
| Blooming · Bolivia | Total club    | Total club    | 15  | 4  | 0  | 0   | 0  | 0 | 15  | 4  | 0,41 |
| Patriotas Boyacá · Colombia | 2ª            | 2014          | 14  | 3  | 5  | 4   | —  | — | 19  | 7  | 0,34 |
| Patriotas Boyacá · Colombia | Total club    | Total club    | 43  | 14 | 5  | 4   | 0  | 0 | 48  | 18 | 0,41 |
| Cúcuta Deportivo · Colombia | 1ª            | 2015          | 9   | 0  | 3  | 2   | —  | — | 12  | 2  | 0,34 |
| Cúcuta Deportivo · Colombia | Total club    | Total club    | 9   | 0  | 3  | 2   | 0  | 0 | 12  | 2  | 0,41 |
| Total carrera | Total carrera | Total carrera | 196 | 58 | 14 | 9   | 16 | 5 | 227 | 72 | 0,27 |
| (1) Incluye datos de Copa Chile y Copa Colombia. (2) Incluye datos de Copa Libertadores (2008) y Copa Sudamericana (2008, 2009). (3) No incluye goles en partidos amistosos. |               |               |     |    |    |     |    |   |     |    |      |